# Thomas Daniel
Thomas Daniel (17 de junho de 1985) é um pentatleta austríaco. 

## Carreira
Thomas Daniel representou seu país nos Jogos Olímpicos de Verão de 2012, terminando na sexta colocação.